# Ней, Александр
Алекса́ндр Не́й (Александр Удино-Нежданов; род. 1939, Ленинград) — художник и педагог, эмигрировавший из СССР в США. Скульптор, график, живописец и керамист.

## Биография
Родился в 1939 году в Ленинграде. Пережил блокаду. В 1954—1957 годах учился в Ленинграде в художественной школе при Академии художеств. В 1957—1959 гг. учился в Московской художественной школе при государственном академическом институте им. В. И. Сурикова. С 1959 по 1967 гг. учился в Ленинградский государственный институт живописи, скульптуры и архитектуры имени И. Е. Репина.
С 1965 по 1967 год преподавал в Доме пионеров в Ленинграде. Среди его учеников был будущий русский писатель Сергей Довлатов. В 1969 году Александр Ней работал художником-декоратором на картине Григория Козинцева «Король Лир».
В 1972-м он покинул Советский Союз и поселился в Париже. При поддержке Элен де Кунинг иммигрировал с семьёй в США в 1974 году.
Живёт и работает в Нью-Йорке.

## Творчество
Один из представителей неофициального русского искусства. Московские художники Александр Косолапов и Игорь Макаревич ссылаются на него как формообразующую силу в годы раннего развития их творчества.
«Он был самым гармоничным художником в Ленинграде».
В своих ранних работах художник выражал своё видение через абстрактный экспрессионизм, и тщательно изучал богатые культуры древних цивилизаций включая Мессопотамию, Китай, Майя, Африку, Египет и др. В добавление к развитию уникального стиля в папье-маше и живописи Ней больше всего известен оригинальным вкладом в современную скульптуру.

## Персональные выставки (выборочно)
- 2017 — «Экологическая оптика: Александр Ней», Государственный центр современного искусства, Москва, Россия.
- 2016 — «Александр Ней», (совместно с pop/off/art gallery), Музей ART4, Москва, Россия.
- 2009 — «Александр Ней: Философия времени», Галерея Мими Ферзт, Нью-Йорк, США.
- 2009 — «В поисках смысла: работы Александра Нея из собрания ГЦСИ и частных коллекций», Государственный центр современного искусства, Москва, Россия.
- 2004 — «Александр Ней: Ретроспектива», Галерея Мими Ферзт, Нью-Йорк, США.
- 1998 — «В фокусе: Александр Ней», Duke University Museum of Art, США.
- 1993 — «Александр Ней», JCB Bank International, Рокфеллер-центр, Нью-Йорк, США.
- 1992 — «Александр Ней», Галерея Сайрейдо, Нью-Йорк, США.
- 1979 — Галерея Эдуарда Нахамкина, Нью-Йорк, США.
- 1975 — The Art Gallery of the Port Authority Library, One World Trade Center, Нью-Йорк, США.

## Групповые выставки (выборочно)
- 2013 — «Россия ХХI: Русская скульптура», Museum Beelden aan Zee, Гаага, Нидерланды.
- 2013 — «Сны для тех, кто бодрствует»[4], Московский музей современного искусства.
- 1995 — «Коллекция Александра Глезера», Государственный музей изобразительных искусств имени А. С. Пушкина, Москва, Россия.
- 1995 — «От гулага до гласноста: коллекция Нортона и Нэнси Додж», Музей искусств Джейн Вурхис Зиммерли, Ратгерс университет, Нью-Брансуик, Нью-Джерси, США.
- 1993 — «Kunst im Verborgenen. Скрытое искусство: нонконформисты в России, 1957—1995», передвижная выставка в трёх местах: Wilhelm-Hack Museum, Людвигсхафен, Германия; Lindenau Museum, Альтенбург, Германия; Documenta-Halle, Кассель, Германия.
- 1990 — «Транзит», Государственный Русский музей, Ленинград, Россия.
- 1989 — Галерея Мари-Терез Кошен, Париж, Франция.
- 1981 — «Двадцать пять лет советского неофициального искусства 1956—1981», Музей советского неофициального искусства CASE, Джерси Сити, США.
- 1980 — «Русское нонконформистское искусство», Ванкувер, Канада.
- 1978 — «Неофициальное советское искусство», Муниципальный музей, Токио, Япония.
- 1978 — «Новое советское искусство», Туринская биеннале, Италия.
- 1977 — «Новое советское искусство, неофициальная перспектива», Венецианская биеннале, Италия.
- 1977 — «Неофициальное русское искусство», Институт современного искусства, Лондон, Великобритания.
- 1976 — «Русские в изгнании», Музей современного русского искусства, Монжерон, Франция.
- 1976 — «Современная русская живопись», дворец Конгресса, Париж, Франция.

## Работы находятся в собраниях
- Государственная Третьяковская галерея, Москва.
- Государственный Русский музей, Санкт-Петербург.
- Государственный музей изобразительных искусств имени А. С. Пушкина, Москва.
- Московский музей современного искусства, Москва.
- Музей АРТ4, Москва.
- Государственный Центр современного искусства, Москва.
- Институт современной русской культуры, Лос-Анджелес, США.
- Музей искусств Джейн Вурхис Зиммерли, коллекция Нортона и Нэнси Додж, Рутгерский университет, кампус Нью-Брансуик, Нью-Джерси, США[5].
- Коллекция Колодзей русского и восточноевропейского искусства, Kolodzei Art Foundation[6], Хайланд-парк, Нью-Джерси, США.
- Коллекция Михаила Горбачёва.
- Коллекция Ильи и Эмилии Кабаковых.
- Коллекция Михаила Шемякина.
- Коллекция Григория Брускина.
- Коллекция Джина Уайлдера.
- Коллекция Конана О’Брайена.
- Коллекция Джона Кьюсака.
- Коллекция Элвиса Костелло.
- Коллекция Саши Пивоваровой.

## Цитаты
- «Около пятидесяти лет назад, ещё взрослея и формируясь в качестве художника, я пришёл к понимаю, как соотносить две вещи — жизнь и искусство, определив, таким образом, свой собственный творческий метод. Я пытался понять, что означает само слово „талант“, осознав однажды, что это главное условие для человека, решившего стать художником. Оглядываясь на своих однокурсников, я видел самые разные проявления таланта. Кто-то скрупулёзно выводил каждую деталь, кто-то старался произвести впечатление глубокой интеллектуальности собственного искусства, за счёт своих невероятных теорий. Чьи-то работы в результате оказывались суховаты, чьи-то, напротив, невероятно живописны, но все они демонстрировали разные формы таланта. Тогда я задался вопросом — так чему же следовать? Я понял, что хорошее искусство вызывает положительные эмоции, и что ни наигранная интеллектуальность, ни скрупулёзное исполнение не производят должного впечатления, если автор сам не пережил, не прочувствовал то, что изображал» — Александр Ней.
- «Александр Ней и как художник, в своём творчестве реализующий, по замечанию Александра Косолапова, „доклассическое художественное сознание“, и как целостная личность являет то видение мира, остатки которого были утрачены культурой Европы примерно в конце XV века — существование, неотделимое от способности диалога с космогоническими силами, вхождения и пребывания в них. Проявление этого в жизнетворчестве Нея — не постмодернистская игра в автора-персонажа, не жонглирование периодами и стилями в истории искусства. Единство мировоззренческих и художественных ориентиров мастера выдаёт гармония его произведений. Такое представление о духовном мире художника в искусстве уже примерно век как было многократно дискредитировано новой культурой. Но это не повод отказываться от данной модели — это повод вывести данного художника из ареала наших представлений об актуальности»[7] — Александра Камышанская, 2009.
- «Я считаю искусство Александра Нея выдающимся вкладом в развитие взаимопонимания меж культурами России и Америки» — Виталий Комар, 2015.[8]